# Parcul Național Fiordland
Parcul Național Fiordland este situat pe Insula de Sud a Noii Zeelande ocupă o suprafață de 12.500 km² fiind cel mai mare parc din Noua Zeelandă. El cuprinde o mare parte din Fiordland (Țara Fiordurilor) și colțul muntos de sud-vest al Insulei de Sud, spre est are o regiune presărată cu lacuri. Impreună cu Parcul Mount-Cook, Westland și Mount-Aspiring formează așa numitul areal Te Wahipounamu World Heritage Area care a fost înființat în anul 1952, fiind în anul 1990 declarat patrimoniu mondial UNESCO. In mod spcial fiordurile sunt puncte de atracție importante pentru turism. Munții din parc care ating altitudinea de 2746 m deasupra n.m. sunt acoperite până la înălțimea obișnuită cu păduri tropicale și vegetație de climă temperată unde predomină fagul (Nothofagus). In Fiordland trăiesc pinguini, foci și un  număr mare de păsări acvatice, parcul fiind ultimul loc de refugiu al lor. La lacul Lake Manapouri sub influența organizației pentru protecția mediului înconjurător din Noua Zeelandă s-a construit o centrală de cavernă pentru producerea de curent electric.